# Legione belga

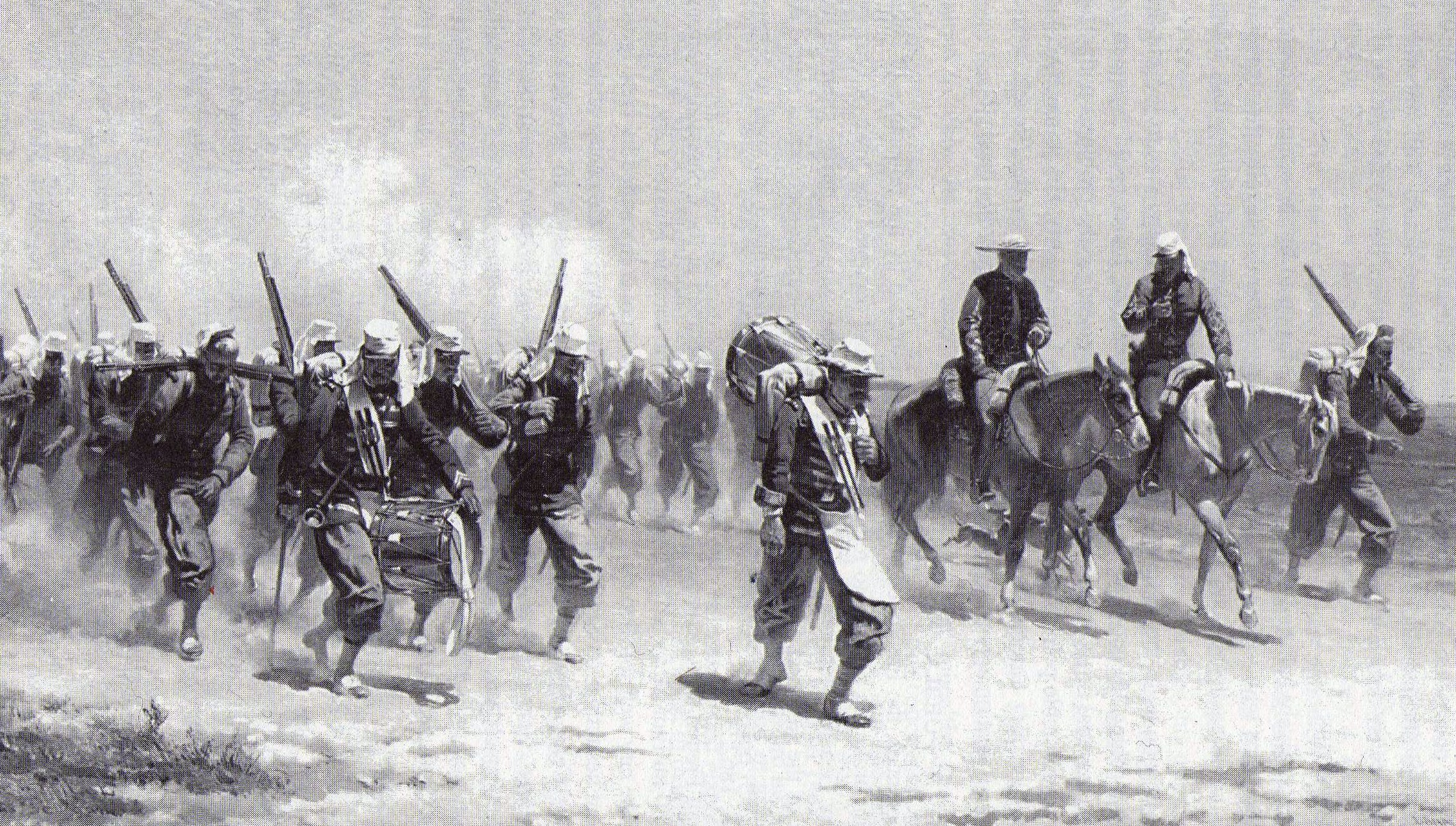
La legione belga in Messico

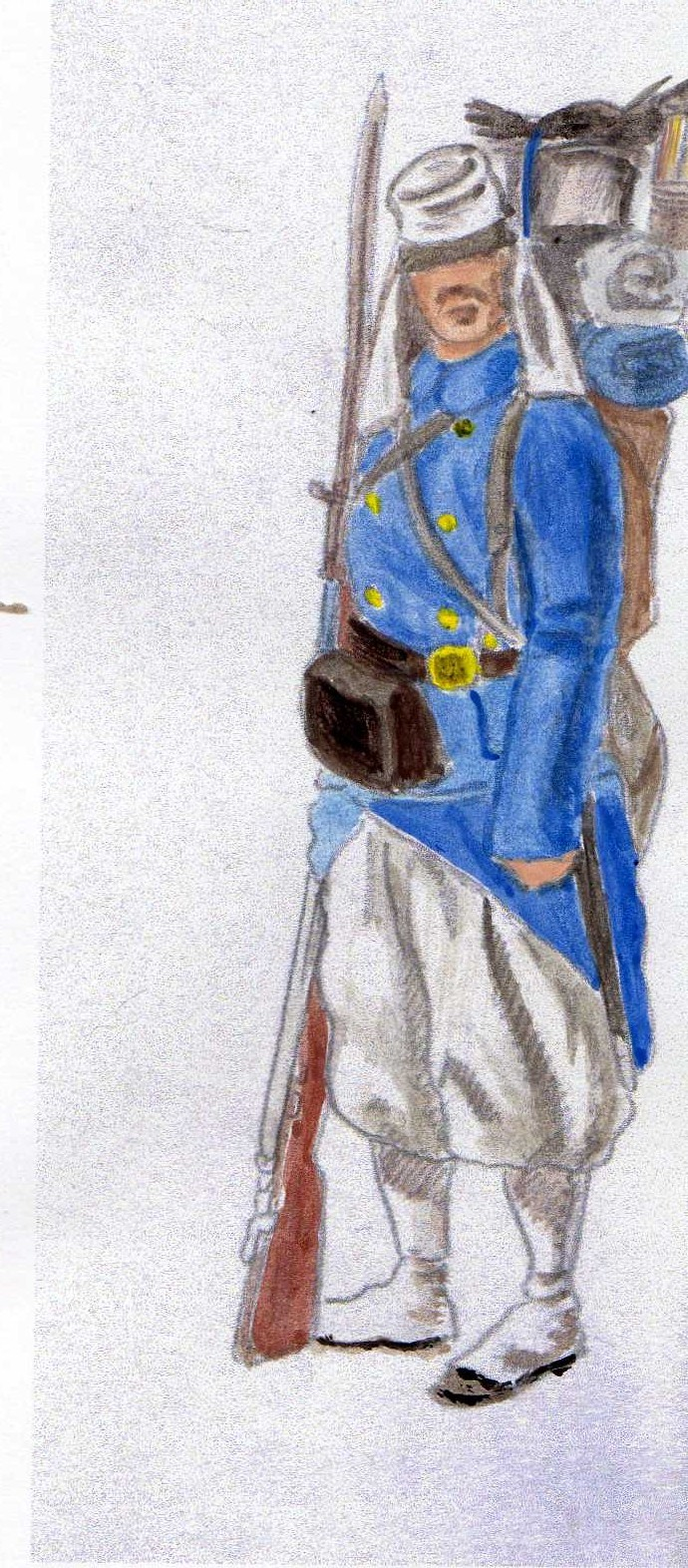
Granatiere della legione belga in Messico, 1866

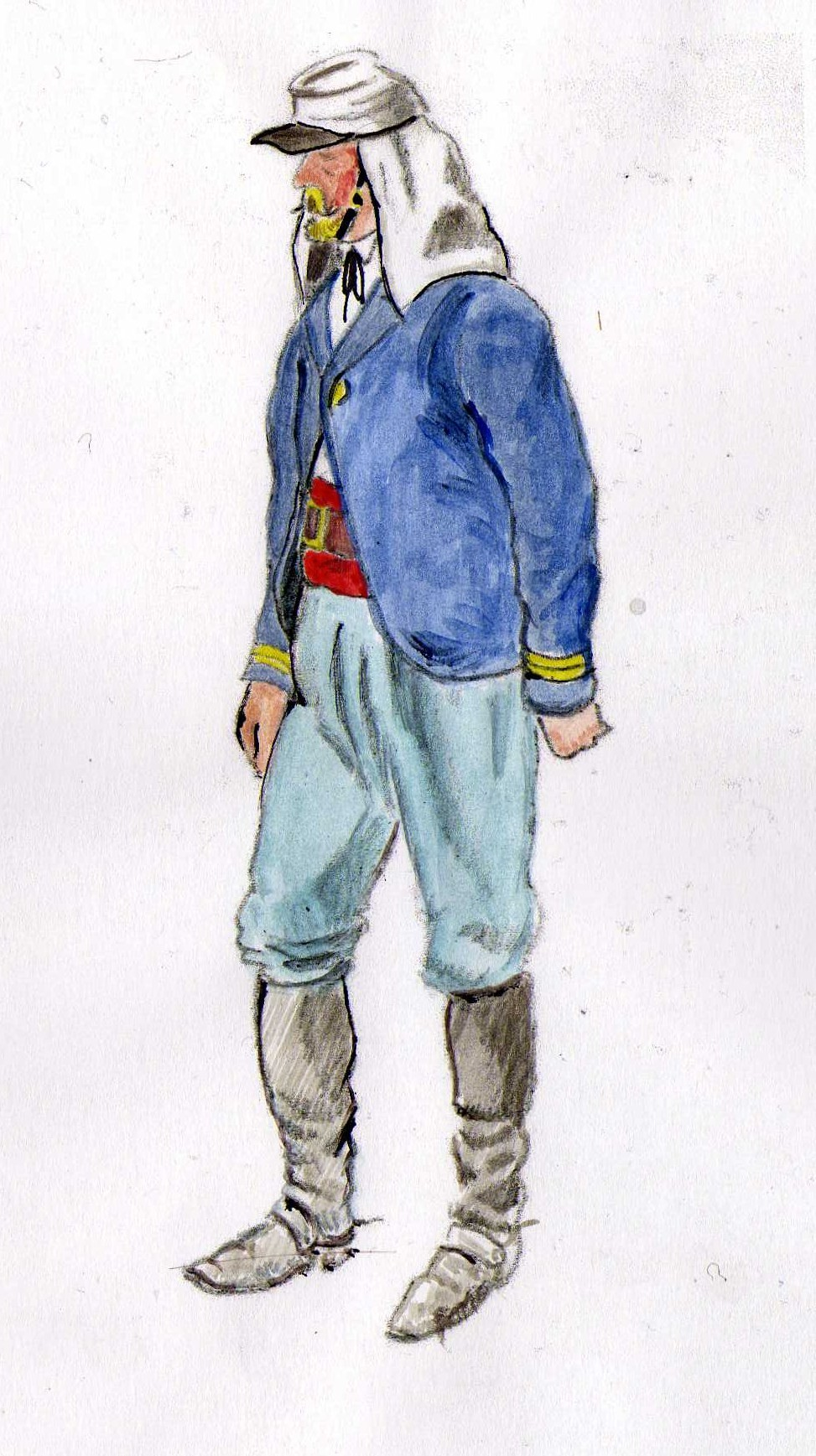
Sottotenente della legione belga in Messico, 1865-7

Col termine di legione belga (in francese: Légion belge) si indicano una serie di gruppi volontari provenienti dall'area dell'odierno Belgio che prestarono servizio in vari periodi nell'esercito francese e non solo, dalle guerre rivoluzionarie sino alla spedizione in Messico del 1867.

## Le guerre rivoluzionarie
Le prime legioni belga e liegesi vennero formate nel 1792 da volontari che si portarono al servizio della Prima Repubblica francese e provenivano rispettivamente dai Paesi Bassi austriaci e dal Principato vescovile di Liegi. Fu in una di queste unità che il futuro generale Louis Joseph Lahure iniziò la sua carriera militare.

## La Restaurazione
Dopo aver temporaneamente ripreso il controllo dei Paesi Bassi meridionali, il 2 marzo 1814, l'Austria costituì diverse unità militari con reclutamento regionale. Queste forze volontarie erano note come Légion belge (legione belga) ed inizialmente avrebbero dovuto rafforzare la posizione degli austriaci nelle loro province da possibili contrattacchi da parte della Francia. Il comando di queste unità venne affidato al generale austriaco di origini belga conte von Murray, con l'intento di mantenere l'ordine localmente. Amministrata dal barone Poederlé, segretario generale per gli armamenti, questa legione era composta da 4 reggimenti di fanteria di linea (provenienti dal Brabante, dalle Fiandre, dall'Hainaut e dal Namur) da un reggimento di fanteria leggera, da due reggimenti di cavalleria e da un reggimento d'artiglieria.
Questa unità venne unità all'esercito del Regno dei Paesi Bassi dal 1 settembre 1814, quando la nazione annetté anche il territorio che successivamente sarebbe divenuto il Belgio attuale.

## La rivoluzione francese del 1848
Nel marzo del 1848, durante la rivoluzione francese del 1848, i lavoratori belgi che vivevano a Parigi costituirono l'"Association des démocrates belges" (94, rue de Ménilmontant), guidata da Blervacq, un mercante di vino, e da un vecchio ufficiale di nome Fosses. Questa fu la base della fondazione di una nuova legione belga. Informalmente supportata da Ledru-Rollin, Caussidière e da altri membri del governo francese che sognavano un'insurrezione r
epubblicana nei Paesi Bassi del sud e quindi l'annessione dell'area da parte della Francia, come pure l'ideale della legione era quello di rovesciare la monarchia e stabilire una repubblica belga. Comandata da Blervacq, Fosses e da Charles Graux e promossa anche dagli studenti dell'École Polytechnique, raggiunse i 1100-1200 elementi che partirono da Parigi il 25 marzo alla volta del Belgio. Passando da Douai e poi da Seclin (27 marzo), vennero raggiunti e riforniti dal commissario per il dipartimento del nord, Charles Delescluze, e dal generale Négrier.
Ad ogni modo, il ministro della guerra francese, Cavaignac, mise in guardia Négrier dal dare supporto ai rivoltosi belgi provenienti dalla Francia, in quanto l'attraversamento del confine con l'assenso francese avrebbe potuto dare adito ad incidenti diplomatici e non solo. Négrier obbedì all'ordine e richiamò gli studenti francesi presso la città di Lilla. La sera del 28 marzo, ad ogni modo, la legione prese le armi fornitegli da Delescluze ed attraversò la frontiera tra Neuville-en-Ferrain e Mouscron. Il gruppo si scontrò con le truppe austriache del generale belga Fleury-Duray presso Risquons-Tout (un tempo frazione del comune di Rekkem, oggi parte di Mouscron) e vennero sconfitte, con 7 morti, 26 feriti e 60 prigionieri, nella schermaglia nota col nome di incidente di Risquons-Tout. Molti dei prigionieri vennero posti nella cittadella di Huy e 17 di loro vennero condannati a morte e giustiziati ad Anversa.

## La spedizione in Messico del 1867

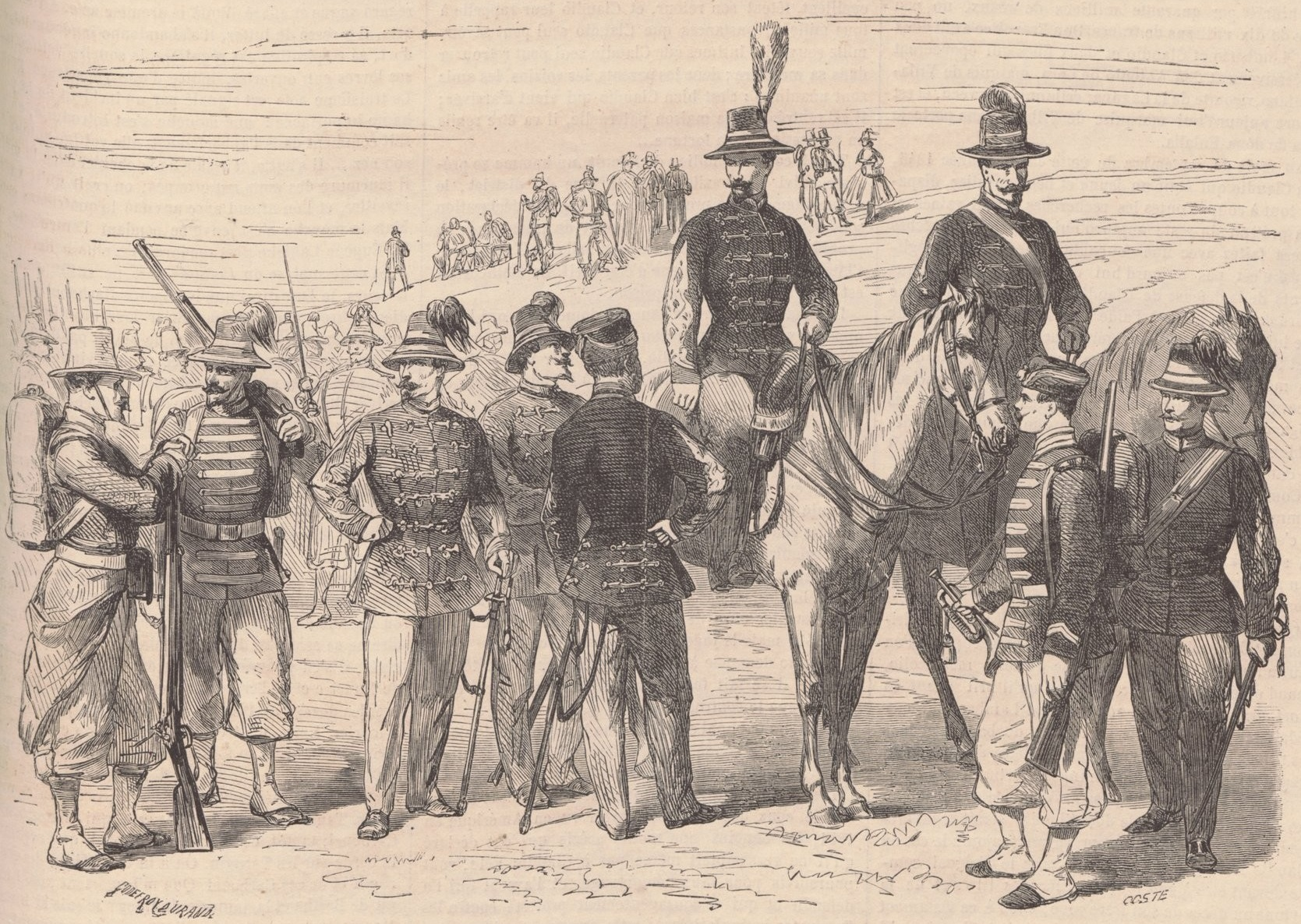
Costumi degli ufficiali e dei soldati del reggimento belga in Messico: la guardia personale dell'imperatrice Carlotta.

Nel corso della spedizione francese in Messico, 1500 volontari belgi costituirono una legione belga per combattere nell'esercito dell'imperatore Massimiliano del Messico la cui moglie, la principessa Carlotta del Belgio, era figlia del re Leopoldo I del Belgio.

### Composizione

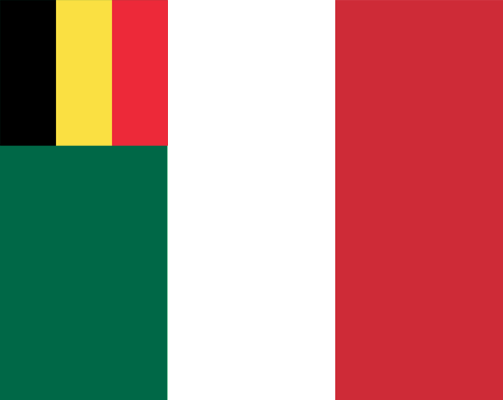
Bandiera della legione belga.

Ufficialmente chiamato "Corpo di spedizione belga", questa legione comprendeva un reggimento di fanteria con due battaglioni - il battaglione "Imperatrice" di granatieri e il battaglione "re dei Belgi" di volteggiatori. Gli ufficiali ed i sottufficiali provenivano dall'esercito regolare belga, così come molti altri volontari. I belgi costituirono una parte importante del ben più grande "Corpo imperiale messicano di volontari austriaci e belgi", che agivano separatamente rispetto al contingente austriaco ed alle truppe imperiali messicane.

### In azione

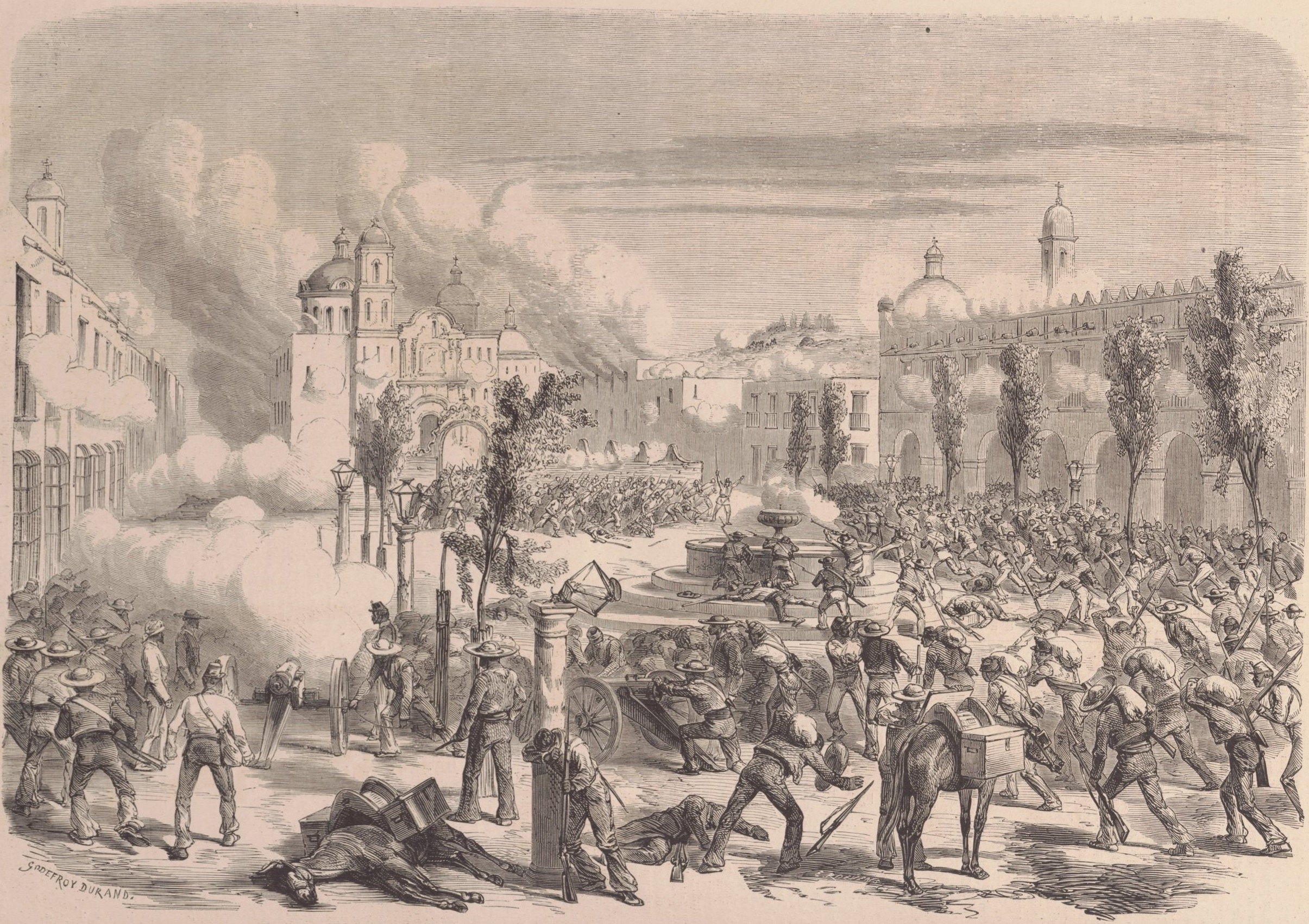
La difesa del battaglione belga comandato dal maggiore Tydgadt, nella Battaglia di Tacámbaro.

Il primo distaccamento della legione belga, con 604 uomini, si imbarcò per il Messico il 16 ottobre 1864. Nei successivi tre mesi altri tre contingenti vennero inviati in Messico, portando gli uomini a 1500. Il primo scontro della legione con le forze repubblicane messicane avvenne nella battaglia di Tacámbaro dell'11 aprile 1866, dove un distaccamento di 300 belgi venne costretto alla resa dopo aver perso un terzo delle proprie forze. Il restante della legione belga prese parte ad altri scontri ma il 12 dicembre 1866 il corpo venne sciolto ed i 754 sopravvissuti tornarono in patria, dove il corpo venne sciolto.

### Gli ultimi anni
Un piccolo gruppo di sopravvissuti della legione belga scortò la bara dell'imperatrice Carlotta dopo la sua morte, avvenuta al castello di Bouchout nel 1927.